# I Capolavori di Segretissimo
I Capolavori di Segretissimo è una collana di romanzi dedicati allo spionaggio, al thriller, noir, giallo e all'azione. È stata edita dalla Arnoldo Mondadori Editore dal 1974 al 1980 e ha raccolto, nel corso degli anni, 75 romanzi, molti appartenenti alla serie Segretissimo tra i più lunghi e di maggior qualità oltre a romanzi di altre serie pubblicate dallo stesso editore.

## Elenco delle uscite
(In fase di completamento)
| Numero | Titolo italiano                                     | Autore                 | Titolo originale                                | Anno | Data di uscita                                      |
| ------ | --------------------------------------------------- | ---------------------- | ----------------------------------------------- | ---- | --------------------------------------------------- |
| 1      | Egitto missione “B”                                 | Jean Bruce             | (Carte blanche pour OSS117)                     | 1953 | ottobre 1974                                        |
| 2      | S.A.S.: Sua Altezza Serenissima                     | Gérard de Villiers     | (Rendez-vous à San Francisco)                   | 1966 | novembre 1974                                       |
| 3      | Agente n. 3 “Sterminio”                             | Nick Carter            | (Run, Spy Run)                                  | 1964 | dicembre 1974                                       |
| 4      | Le spie muoiono a Tokio                             | Jean Bruce             | (Atout coeur à Tokio)                           | 1958 | gennaio 1975                                        |
| 5      | Olivia e i 4 boss                                   | Jean Laborde           | (Olivia et les 4 boss)                          | 1965 | febbraio 1975                                       |
| 6      | Sam Durell: destinazione Tokyo                      | Edward S. Aarons       | (Assignment Manchurian Doll)                    | 1963 | marzo 1975                                          |
| 7      | Il muro del silenzio                                | James Hadley Chase     | (Mission to Venice)                             | 1954 | aprile 1975                                         |
| 8      | Nome di battaglia: Eric                             | Richard Hamilton       | (Murderer’s Row)                                | 1962 | maggio 1975                                         |
| 9      | “Domino”: operazione destino                        | John Tiger             | (I Spy)                                         | 1966 | giugno 1975                                         |
| 10     | Pelle di spia                                       | Bill S. Ballinger      | (The Spy in the Jungle)                         | 1965 | luglio 1975                                         |
| 11     | Bart Gould, l’uomo della Casa Bianca                | Joseph Milton          | (President’s Agent)                             | 1963 | agosto 1975                                         |
| 12     | OS 117: Baby-Luna missione C                        | Jean Bruce             | (OSS 117 n'est pas aveugle)                     | 1959 | settembre 1975                                      |
| 13     | L'ora del sicario                                   | Wade Miller            | (Sinner Takes All)                              | 1960 | ottobre 1975                                        |
| 14     | Sam Durell: missione tradimento                     | Edward S. Aarons       | (Assignment Treason)                            | 1956 | novembre 1975                                       |
| 15     | Amburgo: si salvi chi può                           | Martin Fallon          | (The Testament of Caspar Schultz)               | 1962 | dicembre 1975                                       |
| 16     | Una sporca storia                                   | Eric Ambler            | (Dirty Story o This Gun for Hire)               | 1967 | gennaio 1976 – titolo non presente in Segretissimo  |
| 17     | Nick Carter: kaputt!                                | Nick Carter            | (Fräulein Spy)                                  | 1964 | febbraio 1976                                       |
| 18     | La dolcissima spia                                  | Adam Diment            | (The Dolly Dolly Spy)                           | 1967 | marzo 1976 – titolo non presente in Segretissimo    |
| 19     | OS 117: operazione piramidi                         | Jean Bruce             | (Inch Allah)                                    | 1962 | aprile 1976                                         |
| 20     | Allarme! Chiamate Stephen Dain                      | Robert Sheckley        | (Dead Run)                                      | 1961 | maggio 1976                                         |
| 21     | Londra-Berlino: per l'inferno si cambia (Department | Hartley Howard         | (Department K o Assignment K)                   | 1964 | giugno 1976                                         |
| 22     | Eroe in prestito                                    | Kendell Foster Crossen | (The Big Dive)                                  | 1959 | luglio 1976                                         |
| 23     | Le spie non hanno amici                             | James Leasor           | (Passport to Oblivion o Where the Spies Are)    | 1964 | agosto 1976                                         |
| 24     | Parola d’ordine: pista di lancio                    | Donald Hamilton        | (The Shadowers)                                 | 1964 | settembre 1976                                      |
| 25     | Nick Carter: furore a Saigon                        | Nick Carter            | (Saigon)                                        | 1964 | ottobre 1976                                        |
| 26     | Poirot e i quattro                                  | Agatha Christie        | (The Big Four)                                  | 1927 | novembre 1976 – titolo non presente in Segretissimo |
| 27     | Berlino linea di terrore                            | Jean Bruce             | (Du lest à l’Est)                               | 1965 | gennaio 1977                                        |
| 28     | Bersaglio sull’autostrada                           | Francis Clifford       | (The Naked Runner, 1965)                        | 1961 | febbraio 1977 – titolo non presente in Segretissimo |
| 29     | Operazione “Birmania”                               | Edward S. Aarons       | (Assignment Burma Girl)                         | 1961 | marzo 1977 – titolo non presente in Segretissimo    |
| 30     | Sesta colonna                                       | Peter Fleming          | (The Sixth Column. A Singular Tale of Our Time) | 1951 | aprile 1977 – titolo non presente in Segretissimo   |
| 31     | La grande corsa delle spie                          | Adam Diment            | (The Great Spy Race)                            | 1968 | maggio 1977 – titolo non presente in Segretissimo   |
| 32     | Il garofano rosso                                   | Mignon G. Eberhart     | (The Man Next Door)                             | 1943 | giugno 1977 – titolo non presente in Segretissimo   |